# Windows Update
Windows Update és el programa informàtic que permet actualitzar els sistemes operatius Windows connectant amb Internet als servidors de l'empresa Microsoft per a solucionar defectes trobats. Fou introduït al Windows 95 i Windows 98.
Windows Update inicialment fou una aplicació web per a Windows 98. Oferia distintes interfícies temàtiques, videojocs i actualitzacions dels controladors dels dispositius i NetMeeting com a component opcional.
A principis del 1999, un investigador de seguretat informàtica, H. D. Moore, criticà negativament el Critical Update Notification, descrivint-lo com a "horriblement ineficient" i susceptible a atacs informàtics. A BugTraq explicà que "cada ordinador amb Windows 98 que desitja una actualització ha de confiar en un sol amfitrió per la seguretat. Si eixe servidor estiguera compromès un dia, o un atacant entra al servidor DNS {{[}}de Microsoft{{]}} altra vegada, podrien haver milions d'usuaris instal·lant troians informàtics cada hora. La capacitat d'aquest atac és prou gran com per a atreure crackers que saben què estan fent..."